# 필리프 주노
필리프 주노(프랑스어: Philippe Junot, 1940년 4월 19일 ~ )는 모나코 공녀 카롤린의 첫 번째 남편이었던 프랑스 벤처 투자가이자 부동산 개발업자이다. 그는 파리, 스페인 그리고 뉴욕에 사업적 관심이 있다. 